# María Fernanda Ampuero
María Fernanda Ampuero (Guayaquil, 14 de abril de 1976) é uma escritora e jornalista feminista equatoriana.

## Biografia
Ampuero estudou se graduou na Universidade Católica de Santiago de Guayaquil, onde dividiu aulas com escritores como Solange Rodríguez, Luis Carlos Mussó, entre outros. Em dezembro de 2004, ela viajou para a Espanha com a intenção de narrar a vida dos migrantes equatorianos, mas decidiu ficar ela mesma na Espanha. Durante a década seguinte, escreveu numerosos artigos sobre a vida dos migrantes e as suas dificuldades econômicas, que foram publicados em revistas de toda a América Latina e Europa. Alguns desses artigos foram posteriormente compilados em seus dois primeiros livros de não ficção: Lo que aprendí en la peluquería (2011) e Permiso de residencia (2013).
Em 2012 Ampuero foi nomeada uma das 100 latino-americanas mais influentes da Espanha. Também ganhou o prêmio de melhor crônica da Organización Internacional de las Migraciones.
Pelea de gallos, sua primeira coleção de contos, foi publicada em 2018 e rapidamente se tornou uma sensação entre a crítica. Foi eleito um dos 10 melhores livros de 2018 pela edição espanhola do The New York Times e ganhou o Prêmio Nacional de Ficção Joaquín Gallegos Lara . O livro, composto por 13 histórias, explora temas como violência, sexismo e desigualdade social na América Latina através do olhar das mulheres. Foi traduzido como Cockfight por Frances Riddle e publicado pela The Feminist Press em 2020.

## Prêmios e reconhecimentos
- 2005 - Prêmio Mujer, Imagen y Testimonio.[9]
- 2012 - Eleita uma das 100 pessoas latinas, residentes da Espanha, mais influentes do ano.[10]
- 2012 - Prêmio CIESPAL de Crônicas.[9]
- 2012 - Prêmio da Organización Internacional de las Migraciones.[9]
- 2015 - Prêmio Hijos de Mary Shelly.[11] Premiação que funde literatura e teatro nomeado em homenagem a autora do clássico Frankenstein.
- 2016 - Prêmio Cosecha Eñe.[12]
- 2018 - Prêmio Joaquín Gallegos Lara. O livro Rinha de Galos foi eleito o melhor do ano.[13]
- 2021 - Finalista do prêmio espanhol Tigre Juan com o livro "Sacrifícios Humanos".[14]

## Publicações
María Fernanda Ampuero publicou os seguintes livros: 
- Lo que aprendi en la peluquería[15](2011), não-ficção.
- Permiso de residência (2013), não-ficção.
- Pelea de gallos (2018), coleção de contos. Traduzido para o inglês como Cockfight[16](2020) por Frances Riddle. Traduzido como Rinha de Galos[17](2021) e publicado pela Editora Moinhos.[18]
- Sacrifícios humanos (2021), coletânea de contos. Publicado no Brasil pela Editora Moinhos[18]